# Lough Tay
Lough Tay (irl. Loch Té) – niewielkie jezioro, znajdujące się w górach Wicklow w Irlandii. 
Jezioro położone jest pomiędzy szczytami Djouce i Luggala. Lough Tay jest zasilane przez rzekę Cloghoge, która następnie wpada do Lough Dan na południu. Jezioro jest popularnym miejscem turystycznym, można je oglądać z punktu widokowego położonego przy drodze R759. Północna piaszczysta plaża granicząca z posiadłością należąca do rodziny Guinness została utworzona z nawiezionego piasku. Ze względu na kształt i kolor wody, przypominające szklankę piwa zwieńczoną białą pianą, jezioro znane jest także jako Guinness Lake.